# 斜倚箭竹
斜倚箭竹（学名：Fargesia declivis）为禾本科箭竹属下的一个种。

## 扩展阅读
- 維基物種上的相關：斜倚箭竹